# АИК (хоккейный клуб)
Хокке́йный клуб АИК (швед. AIK Ishockey) — профессиональный хоккейный клуб, представляющий столицу Швеции Стокгольм. Выступает в Шведской элитной серии. Домашняя арена — Ховет — вмещает 8422 зрителей.

## История
Клуб был основан в 1921 году как хоккейное отделение спортивного клуба «АИК» (швед. Allmänna Idrottsklubben) Антоном Юханссоном. В 1923 году хоккейная секция клуба была закрыта, однако, через два года появилась вновь. В 1930 году «АИК» впервые вышел в элитный дивизион шведского хоккея. Уже через четыре года стокгольмский клуб выиграл свой первый чемпионский титул.
В 1978 году началась так называемая «золотая эра» в истории «АИКа». В период с 1978 по 1984 год клуб четырежды выходил в финал шведского чемпионата, и два из них оказались победными. Именно тогда завязалось самое известное дерби шведского хоккея между «АИКом» и Юргорденом. Однако уже в конце 80-х годов начался сложный период в истории столичного клуба, когда он несколько раз вылетал из элитного дивизиона. Однако в последние годы ситуация, в том числе и финансовая, стабилизировалась, что позволило клубу в 2010 году вернуться в Элитную серию.
В 2009 году «АИК» был приглашён для участия в КХЛ с сезона 2010—2011. Однако Федерация хоккея Швеции ответила отказом на запрос «АИКа» на участие в КХЛ.

## Достижения
- Чемпион Швеции 1934, 1935, 1938, 1946, 1947, 1982, 1984.
- Серебряный призёр чемпионата Швеции 1930, 1936, 1940, 1968, 1978, 1981.

## Изъятые номера
- 1  Лейф Холмквист
- 5  Берт-Ола Нордландер
- 11  Петер Градин